# Château de la Tour de Grilly
Ne doit pas être confondu avec le château de Grilly situé dans la même commune.
Le château de la Tour de Grilly est une ancienne maison forte du XVe siècle, restaurée au XVIIIe siècle et au XXIe siècle, qui se dresse dans le Pays de Gex sur la commune de Grilly dans le département de l'Ain en région Auvergne-Rhône-Alpes.
Construit en 1481 sur l'emplacement d'une ancienne tour romaine, il fut la résidence des seigneurs de la Tour de Grilly jusqu'en 1789.
Le château fait l’objet d’une inscription partielle au titre des monuments historiques par arrêté du 18 février 1987. Seules les façades et toitures ainsi que les deux cheminées du premier étage sont inscrites.

## Situation
Le château de la Tour de Grilly est situé dans le département français de l'Ain, sur la commune de Grilly, au centre du village.

## Histoire
Lorsque la maison de Grailly, qui avait prospéré dans le comté de Foix, s'est séparée de son fief originel de Grilly (anciennement Grailly) en 1455, une part de la seigneurie fut cédée à une branche cadette établie en Savoie. Claude de Grailly, seigneur de Ville-la-Grand, entreprit de faire construire en 1481 une maison haute à l'emplacement d'une ancienne tour romaine située à la jonction des routes reliant Grilly à Gex, Divonne, et Coppet. Le château resta un siècle à cette branche des Grailly avant de passer en 1592 aux Gingins, seigneurs de Divonne.
Il passe aux La Forest en 1664 lorsque Gilbert de la Forest hérite de sa mère Bonne de Gingins, dame de La Tour de Grilly, qui avait épousé Claude Antoine de la Forest, seigneur de Rumilly. Les La Forest deviennent alors seigneurs de Saint-Laurent de Rumilly et de la Tour de Grilly.
Lorsqu'en 1733 Victor Amédée de la Forest cède son château de Rumilly-sous-Cornillon, il se retire à la Tour de Grilly. Le château passe ensuite aux Grenaud, seigneurs de Saint-Christophe, à la suite du mariage de Françoise Anne Gilberte de La Forest et de Joseph de Grenaud. Son fils Guillaume porte le titre de seigneur de la Tour.
En 1788, les Grenaud achètent à Pierre-Gabriel de Morand, seigneur de Montfort et de Grilly le château de Grilly, puis l'année suivante la seigneurie et fief de Grilly. Guillaume de Grenaud peut alors porter le titre de baron de Grilly.
Les Grenaud résident depuis lors au château de Grilly, et leur ancien château de la Tour perd son caractère seigneurial. Dans la première moitié du XIXe siècle, la propriété est morcelée entre différents propriétaires. Il faut attendre 1993 pour voir l'édifice à nouveau réunifié par un nouveau propriétaire qui a entrepris d'importants travaux de reconstruction et de restauration achevés en 2008 et qui ont redonné à l'édifice son lustre d'antan.

## Description
Dans le château de la Tour de Grilly restauré au XVIIIe siècle, se trouve une tour carrée, percée d'archères.